# Gregg Berhalter
Gregg Matthew Berhalter (Englewood, 1º agosto 1973) è un allenatore di calcio ed ex calciatore statunitense di ruolo difensore, tecnico del Chicago Fire.

## Biografia
Berhalter vive nel quartiere Lake View di Chicago insieme a sua moglie, con la quale ha avuto quattro figli.
Sebastian, uno dei figli, gioca per i Vancouver Whitecaps, e suo fratello Jay è stato chief commercial officer della United States Soccer Federation fino alle sue dimissioni nel 2020.

## Carriera

### Giocatore

#### Club
Cresciuto a Tenafly, nel New Jersey, fu compagno di squadra di Claudio Reyna alla Saint Benedict's Preparatory School di Newark (New Jersey) per poi passare alla University of North Carolina at Chapel Hill.  Nel 1993 impiegò la "off season" giocando per i Raleigh Flyers della USISL. Diventò quindi professionista nel 1994 giocando per gli olandesi dello Zwolle, quindi per lo Sparta Rotterdam ed il Cambuur Leeuwarden, per trasferirsi poi in Inghilterra al Crystal Palace. Nel 2002 fu ingaggiato dai tedeschi dell'Energie Cottbus con cui disputò 111 partite prima di essere ceduto nel 2006 al 1860 Munich, dove rimase due anni e mezzo, giocandovi 73 partite. Nell'aprile 2009 tornò negli Stati Uniti firmando un contratto con la Major League Soccer, venendo scelto dai Los Angeles Galaxy il 3 aprile 2009, dove il 14 novembre 2009 segnò al 103º della finale della Western Conference, propiziando la vittoria dei Galaxy sui Houston Dynamo per 2-0.
Nel 2011 si ritirò dal calcio giocato, e iniziò la carriera di allenatore. La sua prima esperienza fu nell'Hammarby, militante nella Superettan, la seconda serie svedese. Nel luglio 2013 venne esonerato, complici i nove punti di distacco dalla zona promozione. In seguito, allenò il Columbus Crew per cinque anni finché, nel 2018, fu nominato commissario tecnico della nazionale statunitense che condusse alla finale della Gold Cup 2019 persa per 1-0 contro il Messico.

#### Nazionale
Ha debuttato con la nazionale statunitense il 15 ottobre 1994 nella gara contro l'Arabia Saudita e svolgendo un ruolo significativo nella Coppa del Mondo del 2002 dove sostituì l'infortunato Jeff Agoos e giocò le ultime due partite da titolare, diventando così il primo giocatore del Crystal Palace a disputare una partita dei mondiali. Il 25 maggio 2006 fu aggiunto alla rosa per la Coppa del Mondo del 2006, rimpiazzando l'infortunato Cory Gibbs ed esprimendo fiducia nella possibilità della squadra di avanzare nel torneo; tuttavia non fu utilizzato dall'allora tecnico Bruce Arena e la nazionale fu eliminata dopo essere arrivata quarta nel gruppo E della prima fase con un pareggio e due sconfitte.

### Allenatore
Dopo aver acquisito la sua prima esperienza come assistente allenatore nel 2011, parallelamente alla sua ultima stagione da giocatore ai LA Galaxy, Berhalter è tornato in Europa alla fine dell'anno per assumere la carica di capo allenatore del club di seconda divisione svedese Hammarby IF.
Dall'inizio di novembre 2013 ha lavorato negli Stati Uniti presso il club MLS Columbus Crew come capo allenatore e direttore sportivo. La sua permanenza lì è terminata dopo la stagione MLS 2018.
Il 2 dicembre 2018, la Federcalcio statunitense lo ha presentato come nuovo allenatore della nazionale. Sotto la sua guida, la squadra ha vinto, tra gli altri, la CONCACAF Gold Cup 2021 e raggiunto gli ottavi di finale alla coppa del mondo 2022.
Al termine della Mondiale il suo contratto non viene rinnovato a causa di vicende controverse del suo passato riguardante un'aggressione contro la sua futura moglie; il fatto è stato rivelato ai media da Claudio Reyna e sua moglie per vendetta nei confronti dello scarso utilizzo del figlio Giovanni durante i Mondiali.
Il 13 marzo 2023 viene poi stabilito che la federazione statunitense non aveva torto nell'assumere Berhalter e che può riassumerlo alla guida della nazionale. Il 10 luglio 2024 viene sollevato dall'incarico.
L'8 ottobre 2024 viene ingaggiato dal Chicago Fire, venendogli affidati gli incarichi di allenatore della prima squadra e direttore sportivo.

## Statistiche

### Giocatore

#### Cronologia presenze e reti in nazionale
| Cronologia completa delle presenze e delle reti in nazionale ― Stati Uniti | Cronologia completa delle presenze e delle reti in nazionale ― Stati Uniti | Cronologia completa delle presenze e delle reti in nazionale ― Stati Uniti | Cronologia completa delle presenze e delle reti in nazionale ― Stati Uniti | Cronologia completa delle presenze e delle reti in nazionale ― Stati Uniti | Cronologia completa delle presenze e delle reti in nazionale ― Stati Uniti | Cronologia completa delle presenze e delle reti in nazionale ― Stati Uniti | Cronologia completa delle presenze e delle reti in nazionale ― Stati Uniti |
| Data                                                                       | Città                                                                      | In casa                                                                    | Risultato                                                                  | Ospiti                                                                     | Competizione                                                               | Reti                                                                       | Note                                                                       |
| -------------------------------------------------------------------------- | -------------------------------------------------------------------------- | -------------------------------------------------------------------------- | -------------------------------------------------------------------------- | -------------------------------------------------------------------------- | -------------------------------------------------------------------------- | -------------------------------------------------------------------------- | -------------------------------------------------------------------------- |
| 19-10-1994                                                                 | Dharan                                                                     | Arabia Saudita                                                             | 2 – 1                                                                      | Stati Uniti                                                                | Amichevole                                                                 | -                                                                          |                                                                            |
| 22-4-1995                                                                  | Bruxelles                                                                  | Belgio                                                                     | 1 – 0                                                                      | Stati Uniti                                                                | Amichevole                                                                 | -                                                                          | 58’                                                                        |
| 24-1-1998                                                                  | Orlando                                                                    | Stati Uniti                                                                | 1 – 0                                                                      | Svezia                                                                     | Amichevole                                                                 | -                                                                          |                                                                            |
| 1-2-1998                                                                   | Oakland                                                                    | Stati Uniti                                                                | 3 – 0                                                                      | Cuba                                                                       | Gold Cup 1998 - 1º turno                                                   | -                                                                          | 58’ 46’                                                                    |
| 13-6-1999                                                                  | Washington                                                                 | Stati Uniti                                                                | 1 – 0                                                                      | Argentina                                                                  | Amichevole                                                                 | -                                                                          | 69’                                                                        |
| 28-7-1999                                                                  | Guadalajara                                                                | Brasile                                                                    | 1 – 0                                                                      | Stati Uniti                                                                | Conf. Cup 1999 - 1º turno                                                  | -                                                                          | 6’                                                                         |
| 1-8-1999                                                                   | Città del Messico                                                          | Messico                                                                    | 1 – 0 dts                                                                  | Stati Uniti                                                                | Conf. Cup 1999 - Semifinale                                                | -                                                                          |                                                                            |
| 3-8-1999                                                                   | Guadalajara                                                                | Stati Uniti                                                                | 2 – 0                                                                      | Arabia Saudita                                                             | Conf. Cup 1999 - Finale 3º posto                                           | -                                                                          | 74’                                                                        |
| 17-11-1999                                                                 | Marrakech                                                                  | Marocco                                                                    | 2 – 1                                                                      | Stati Uniti                                                                | Amichevole                                                                 | -                                                                          | 24’                                                                        |
| 26-4-2000                                                                  | Mosca                                                                      | Russia                                                                     | 2 – 0                                                                      | Stati Uniti                                                                | Amichevole                                                                 | -                                                                          |                                                                            |
| 6-6-2000                                                                   | Foxborough                                                                 | Stati Uniti                                                                | 1 – 1                                                                      | Irlanda                                                                    | US Cup 2000                                                                | -                                                                          |                                                                            |
| 11-6-2000                                                                  | East Rutherford                                                            | Stati Uniti                                                                | 3 – 0                                                                      | Messico                                                                    | US Cup 2000                                                                | -                                                                          | 70’                                                                        |
| 23-7-2000                                                                  | San José                                                                   | Costa Rica                                                                 | 2 – 1                                                                      | Stati Uniti                                                                | Qual. Mondiali 2002                                                        | -                                                                          |                                                                            |
| 16-8-2000                                                                  | Foxborough                                                                 | Stati Uniti                                                                | 7 – 0                                                                      | Barbados                                                                   | Qual. Mondiali 2002                                                        | -                                                                          |                                                                            |
| 3-9-2000                                                                   | Washington                                                                 | Stati Uniti                                                                | 1 – 0                                                                      | Guatemala                                                                  | Qual. Mondiali 2002                                                        | -                                                                          |                                                                            |
| 11-10-2000                                                                 | Columbus                                                                   | Stati Uniti                                                                | 0 – 0                                                                      | Costa Rica                                                                 | Qual. Mondiali 2002                                                        | -                                                                          | 86’                                                                        |
| 15-11-2000                                                                 | Bridgetown                                                                 | Barbados                                                                   | 0 – 4                                                                      | Stati Uniti                                                                | Qual. Mondiali 2002                                                        | -                                                                          |                                                                            |
| 27-1-2001                                                                  | Oakland                                                                    | Stati Uniti                                                                | 2 – 1                                                                      | Cina                                                                       | Amichevole                                                                 | -                                                                          | 46’                                                                        |
| 28-3-2001                                                                  | San Pedro Sula                                                             | Honduras                                                                   | 1 – 2                                                                      | Stati Uniti                                                                | Qual. Mondiali 2002                                                        | -                                                                          | 87’                                                                        |
| 25-4-2001                                                                  | Kansas City                                                                | Stati Uniti                                                                | 1 – 0                                                                      | Costa Rica                                                                 | Qual. Mondiali 2002                                                        | -                                                                          | 89’                                                                        |
| 7-6-2001                                                                   | Columbus                                                                   | Stati Uniti                                                                | 0 – 0                                                                      | Ecuador                                                                    | Amichevole                                                                 | -                                                                          | 46’                                                                        |
| 13-2-2002                                                                  | Catania                                                                    | Italia                                                                     | 1 – 0                                                                      | Stati Uniti                                                                | Amichevole                                                                 | -                                                                          |                                                                            |
| 10-3-2002                                                                  | Birmingham                                                                 | Stati Uniti                                                                | 1 – 0                                                                      | Ecuador                                                                    | Amichevole                                                                 | -                                                                          |                                                                            |
| 27-3-2002                                                                  | Rostock                                                                    | Germania                                                                   | 4 – 2                                                                      | Stati Uniti                                                                | Amichevole                                                                 | -                                                                          | 72’                                                                        |
| 17-4-2002                                                                  | Dublino                                                                    | Irlanda                                                                    | 2 – 1                                                                      | Stati Uniti                                                                | Amichevole                                                                 | -                                                                          | 46’                                                                        |
| 16-5-2002                                                                  | East Rutherford                                                            | Stati Uniti                                                                | 5 – 0                                                                      | Giamaica                                                                   | Amichevole                                                                 | -                                                                          | 46’                                                                        |
| 19-5-2002                                                                  | Foxborough                                                                 | Stati Uniti                                                                | 0 – 2                                                                      | Paesi Bassi                                                                | Amichevole                                                                 | -                                                                          | 41’ 52’                                                                    |
| 17-6-2002                                                                  | Jeonju                                                                     | Messico                                                                    | 0 – 2                                                                      | Stati Uniti                                                                | Mondiali 2002 - Ottavi di finale                                           | -                                                                          | 53’                                                                        |
| 21-6-2002                                                                  | Ulsan                                                                      | Germania                                                                   | 1 – 0                                                                      | Stati Uniti                                                                | Mondiali 2002 - Quarti di finale                                           | -                                                                          | 70’                                                                        |
| 8-6-2003                                                                   | Richmond                                                                   | Stati Uniti                                                                | 2 – 1                                                                      | Nuova Zelanda                                                              | Amichevole                                                                 | -                                                                          | 90+1’                                                                      |
| 19-6-2003                                                                  | Saint-Étienne                                                              | Turchia                                                                    | 2 – 1                                                                      | Stati Uniti                                                                | Conf. Cup 2003 - 1º turno                                                  | -                                                                          | 22’ 80’                                                                    |
| 21-6-2003                                                                  | Lione                                                                      | Brasile                                                                    | 1 – 0                                                                      | Stati Uniti                                                                | Conf. Cup 2003 - 1º turno                                                  | -                                                                          |                                                                            |
| 18-2-2004                                                                  | Amsterdam                                                                  | Paesi Bassi                                                                | 1 – 0                                                                      | Stati Uniti                                                                | Amichevole                                                                 | -                                                                          |                                                                            |
| 31-3-2004                                                                  | Płock                                                                      | Polonia                                                                    | 0 – 1                                                                      | Stati Uniti                                                                | Amichevole                                                                 | -                                                                          |                                                                            |
| 9-10-2004                                                                  | San Salvador                                                               | El Salvador                                                                | 0 – 2                                                                      | Stati Uniti                                                                | Qual. Mondiali 2006                                                        | -                                                                          |                                                                            |
| 13-10-2004                                                                 | Washington                                                                 | Stati Uniti                                                                | 6 – 0                                                                      | Panama                                                                     | Qual. Mondiali 2006                                                        | -                                                                          |                                                                            |
| 9-2-2005                                                                   | Port of Spain                                                              | Trinidad e Tobago                                                          | 1 – 2                                                                      | Stati Uniti                                                                | Qual. Mondiali 2006                                                        | -                                                                          | 86’                                                                        |
| 27-3-2005                                                                  | Città del Messico                                                          | Messico                                                                    | 2 – 1                                                                      | Stati Uniti                                                                | Qual. Mondiali 2006                                                        | -                                                                          | 51’                                                                        |
| 8-6-2005                                                                   | Panama                                                                     | Panama                                                                     | 0 – 3                                                                      | Stati Uniti                                                                | Qual. Mondiali 2006                                                        | -                                                                          | 86’                                                                        |
| 17-8-2005                                                                  | East Hartford                                                              | Stati Uniti                                                                | 1 – 0                                                                      | Trinidad e Tobago                                                          | Qual. Mondiali 2006                                                        | -                                                                          |                                                                            |
| 3-9-2005                                                                   | Columbus                                                                   | Stati Uniti                                                                | 2 – 0                                                                      | Messico                                                                    | Qual. Mondiali 2006                                                        | -                                                                          | 82’                                                                        |
| 12-11-2005                                                                 | Glasgow                                                                    | Scozia                                                                     | 1 – 1                                                                      | Stati Uniti                                                                | Amichevole                                                                 | -                                                                          |                                                                            |
| 1-3-2006                                                                   | Kaiserslautern                                                             | Stati Uniti                                                                | 1 – 0                                                                      | Polonia                                                                    | Amichevole                                                                 | -                                                                          | 46’                                                                        |
| 22-3-2006                                                                  | Dortmund                                                                   | Germania                                                                   | 4 – 1                                                                      | Stati Uniti                                                                | Amichevole                                                                 | -                                                                          |                                                                            |
| Totale                                                                     |                                                                            | Presenze                                                                   | 44                                                                         |                                                                            | Reti                                                                       | 0                                                                          |                                                                            |

### Allenatore

#### Club
Statistiche aggiornate all'8 ottobre 2024.
| Stagione             | Squadra              | Campionato           | Campionato | Campionato | Campionato | Campionato | Coppe nazionali | Coppe nazionali | Coppe nazionali | Coppe nazionali | Coppe nazionali | Coppe continentali | Coppe continentali | Coppe continentali | Coppe continentali | Coppe continentali | Altre coppe | Altre coppe | Altre coppe | Altre coppe | Altre coppe | Totale | Totale | Totale | Totale | % Vittorie | Piazzamento |
| Stagione             | Squadra              | Comp                 | G          | V          | N          | P          | Comp            | G               | V               | N               | P               | Comp               | G                  | V                  | N                  | P                  | Comp        | G           | V           | N           | P           | G      | V      | N      | P      | %          | Piazzamento |
| -------------------- | -------------------- | -------------------- | ---------- | ---------- | ---------- | ---------- | --------------- | --------------- | --------------- | --------------- | --------------- | ------------------ | ------------------ | ------------------ | ------------------ | ------------------ | ----------- | ----------- | ----------- | ----------- | ----------- | ------ | ------ | ------ | ------ | ---------- | ----------- |
| 2012                 | Hammarby             | S                    | 30         | 13         | 10         | 7          | SC              | 1               | 0               | 1               | 0               | -                  | -                  | -                  | -                  | -                  | -           | -           | -           | -           | -           | 31     | 13     | 11     | 7      | 41,94      | 4°          |
| apr.-lug. 2013       | Hammarby             | S                    | 15         | 5          | 6          | 4          | SC+SC           | 0+0             | 0+0             | 0+0             | 0+0             | -                  | -                  | -                  | -                  | -                  | -           | -           | -           | -           | -           | 15     | 5      | 6      | 4      | 33,33      | Dim         |
| Totale Hammarby      | Totale Hammarby      | Totale Hammarby      | 45         | 18         | 16         | 11         |                 | 1               | 0               | 1               | 0               |                    | -                  | -                  | -                  | -                  |             | -           | -           | -           | -           | 46     | 18     | 17     | 11     | 39,13      |             |
| 2014                 | Columbus Crew        | MLS                  | 34+2       | 14         | 10         | 10+2       | USOC            | 2               | 1               | 0               | 1               | -                  | -                  | -                  | -                  | -                  | -           | -           | -           | -           | -           | 38     | 15     | 10     | 13     | 39,47      | 6°          |
| 2015                 | Columbus Crew        | MLS                  | 34+5       | 15+2       | 8+0        | 11+3       | USOC            | 2               | 1               | 0               | 1               | -                  | -                  | -                  | -                  | -                  | -           | -           | -           | -           | -           | 41     | 18     | 8      | 15     | 43,90      | 4°          |
| 2016                 | Columbus Crew        | MLS                  | 34         | 8          | 12         | 14         | USOC            | 2               | 1               | 0               | 1               | -                  | -                  | -                  | -                  | -                  | -           | -           | -           | -           | -           | 36     | 9      | 12     | 15     | 25,00      | 18°         |
| 2017                 | Columbus Crew        | MLS                  | 34+5       | 16+2       | 6+1        | 12+2       | USOC            | 1               | 0               | 0               | 1               | -                  | -                  | -                  | -                  | -                  | -           | -           | -           | -           | -           | 40     | 18     | 7      | 15     | 45,00      | 5°          |
| 2018                 | Columbus Crew        | MLS                  | 34+3       | 14+1       | 9+1        | 11+1       | USOC            | 1               | 0               | 1               | 0               | -                  | -                  | -                  | -                  | -                  | -           | -           | -           | -           | -           | 38     | 15     | 12     | 11     | 39,47      | 10°         |
| Totale Columbus Crew | Totale Columbus Crew | Totale Columbus Crew | 170+15     | 67+5       | 45+2       | 58+8       |                 | 8               | 3               | 1               | 4               |                    | -                  | -                  | -                  | -                  |             | -           | -           | -           | -           | 193    | 75     | 48     | 70     | 38,86      |             |
| 2025                 | Chicago Fire         | MLS                  | 12         | 4          | 4          | 4          | USOC            | 1               | 1               | 0               | 0               | -                  | -                  | -                  | -                  | -                  | LC          | -           | -           | -           | -           | 13     | 5      | 4      | 4      | 38,46      |             |
| Totale Carriera      | Totale Carriera      | Totale Carriera      | 242        | 94         | 67         | 81         |                 | 10              | 4               | 2               | 4               |                    | -                  | -                  | -                  | -                  |             | -           | -           | -           | -           | 252    | 98     | 69     | 85     | 38,89      |             |

### Nazionale
Statistiche aggiornate al 10 luglio 2024.
| Squadra     | Naz                    | dal             | al               | Record | Record | Record | Record     | Record | Record | Record | Record |
| G           | V                      | N               | P                | GF     | GS     | DR     | % Vittorie |        |        |        |        |
| ----------- | ---------------------- | --------------- | ---------------- | ------ | ------ | ------ | ---------- | ------ | ------ | ------ | ------ |
| Stati Uniti | Stati Uniti (bandiera) | 2 dicembre 2018 | 31 dicembre 2022 | 60     | 37     | 12     | 11         | 118    | 40     | +78    | 61,67  |
| Stati Uniti | Stati Uniti (bandiera) | 1º agosto 2023  | 10 luglio 2024   | 14     | 7      | 1      | 6          | 26     | 16     | +10    | 50,00  |
| Totale USA  | Totale USA             | Totale USA      | Totale USA       | 74     | 44     | 13     | 17         | 144    | 56     | +88    | 59,46  |

#### Nazionale statunitense nel dettaglio
Statistiche aggiornate al 10 luglio 2024.
| giu.-lug. 2019        | Stati Uniti           | Gold Cup 2019                     | 2º                                  | 6  | 5  | 0  | 1  | 83,33   | 15  | 2  | +13 |
| ott.-nov. 2019        | Stati Uniti           | CONCACAF Nations League 2019-2020 | Vincitore                           | 4  | 3  | 0  | 1  | 75,00   | 15  | 3  | +12 |
| giu. 2021             | Stati Uniti           | CONCACAF Nations League 2019-2020 | Vincitore                           | 2  | 2  | 0  | 0  | 100,00& | 4   | 2  | +2  |
| lug.-ago. 2021        | Stati Uniti           | Gold Cup 2021                     | Vincitore                           | 6  | 6  | 0  | 0  | 100,00& | 11  | 1  | +10 |
| 2021                  | Stati Uniti           | Qual. Mondiale 2022               | 3º nel gruppo CONCACAF, qualificato | 8  | 4  | 3  | 1  | 50,00   | 12  | 5  | +7  |
| 2022                  | Stati Uniti           | Qual. Mondiale 2022               | 3º nel gruppo CONCACAF, qualificato | 6  | 3  | 1  | 2  | 50,00   | 9   | 5  | +4  |
| giu. 2022             | Stati Uniti           | CONCACAF Nations League 2022-2023 | Esonerato                           | 2  | 1  | 1  | 0  | 50,00   | 6   | 1  | +5  |
| nov.-dic. 2022        | Stati Uniti           | Mondiale 2022                     | Ottavi di finale                    | 4  | 1  | 2  | 1  | 25,00   | 3   | 4  | -1  |
| Dal 2018 al 2022      | Stati Uniti           | Amichevoli                        |                                     | 22 | 12 | 5  | 5  | 54,55   | 43  | 17 | +26 |
| Totale USA 1º mandato | Totale USA 1º mandato | Totale USA 1º mandato             | Totale USA 1º mandato               | 60 | 37 | 12 | 11 | 61,67   | 118 | 40 | +78 |
| nov. 2023             | Stati Uniti           | CONCACAF Nations League 2023-2024 | Sub., Vincitore                     | 2  | 1  | 0  | 1  | 50,00   | 4   | 2  | +2  |
| mar. 2024             | Stati Uniti           | CONCACAF Nations League 2023-2024 | Sub., Vincitore                     | 2  | 2  | 0  | 0  | 100,00& | 5   | 1  | +4  |
| giu.-lug. 2024        | Stati Uniti           | Copa América 2024                 | Fase a gironi                       | 3  | 1  | 0  | 2  | 33,33   | 3   | 3  | 0   |
| Dal 2023 al 2024      | Stati Uniti           | Amichevoli                        |                                     | 7  | 3  | 1  | 3  | 42,86   | 14  | 10 | +4  |
| Totale USA 2º mandato | Totale USA 2º mandato | Totale USA 2º mandato             | Totale USA 2º mandato               | 14 | 7  | 1  | 6  | 50,00   | 26  | 16 | +10 |
| Totale USA            | Totale USA            | Totale USA                        | Totale USA                          | 74 | 44 | 13 | 17 | 59,46   | 144 | 56 | +88 |

#### Panchine da commissario tecnico della nazionale statunitense
| Cronologia completa delle presenze e delle reti in nazionale ― Stati Uniti | Cronologia completa delle presenze e delle reti in nazionale ― Stati Uniti | Cronologia completa delle presenze e delle reti in nazionale ― Stati Uniti | Cronologia completa delle presenze e delle reti in nazionale ― Stati Uniti | Cronologia completa delle presenze e delle reti in nazionale ― Stati Uniti | Cronologia completa delle presenze e delle reti in nazionale ― Stati Uniti | Cronologia completa delle presenze e delle reti in nazionale ― Stati Uniti     | Cronologia completa delle presenze e delle reti in nazionale ― Stati Uniti |
| Data                                                                       | Città                                                                      | In casa                                                                    | Risultato                                                                  | Ospiti                                                                     | Competizione                                                               | Reti                                                                           | Note                                                                       |
| -------------------------------------------------------------------------- | -------------------------------------------------------------------------- | -------------------------------------------------------------------------- | -------------------------------------------------------------------------- | -------------------------------------------------------------------------- | -------------------------------------------------------------------------- | ------------------------------------------------------------------------------ | -------------------------------------------------------------------------- |
| 28-1-2019                                                                  | Glendale                                                                   | Stati Uniti                                                                | 3 – 0                                                                      | Panama                                                                     | Amichevole                                                                 | Djordje Mihailović Walker Zimmerman Christian Ramirez                          | Cap:A.Long                                                                 |
| 2-2-2019                                                                   | San Jose                                                                   | Stati Uniti                                                                | 2 – 0                                                                      | Costa Rica                                                                 | Amichevole                                                                 | Sebastian Lletget Paul Arriola                                                 | Cap:A.Long                                                                 |
| 22-3-2019                                                                  | Orlando                                                                    | Stati Uniti                                                                | 1 – 0                                                                      | Ecuador                                                                    | Amichevole                                                                 | Gyasi Zardes                                                                   | Cap:T.Ream                                                                 |
| 27-3-2019                                                                  | Houston                                                                    | Stati Uniti                                                                | 1 – 1                                                                      | Cile                                                                       | Amichevole                                                                 | Christian Pulisic                                                              | Cap: D.Yedlin                                                              |
| 6-6-2019                                                                   | Washington                                                                 | Stati Uniti                                                                | 0 – 1                                                                      | Giamaica                                                                   | Amichevole                                                                 | -                                                                              | Cap: M.Miazga                                                              |
| 9-6-2019                                                                   | Cincinnati                                                                 | Stati Uniti                                                                | 0 – 3                                                                      | Venezuela                                                                  | Amichevole                                                                 | -                                                                              | Cap: W.Trapp                                                               |
| 19-6-2019                                                                  | Saint Paul                                                                 | Stati Uniti                                                                | 4 – 0                                                                      | Guyana                                                                     | Gold Cup 2019 - 1º turno                                                   | Paul Arriola 2 Tyler Boyd Gyasi Zardes                                         | Cap: M.Bradley                                                             |
| 23-6-2019                                                                  | East Rutherford                                                            | Stati Uniti                                                                | 6 – 0                                                                      | Trinidad e Tobago                                                          | Gold Cup 2019 - 1º turno                                                   | 2 Aaron Long 2 Gyasi Zardes Christian Pulisic Paul Arriola                     | Cap: Z.Steffen                                                             |
| 27-6-2019                                                                  | Kansas City                                                                | Panama                                                                     | 0 – 1                                                                      | Stati Uniti                                                                | Gold Cup 2019 - 1º turno                                                   | Jozy Altidore                                                                  | Cap: O.Gonzalez                                                            |
| 1-7-2019                                                                   | Filadelfia                                                                 | Stati Uniti                                                                | 1 – 0                                                                      | Curaçao                                                                    | Gold Cup 2019 - Quarti di finale                                           | Weston McKennie                                                                | Cap: M.Bradley                                                             |
| 4-7-2019                                                                   | Nashville                                                                  | Giamaica                                                                   | 1 – 3                                                                      | Stati Uniti                                                                | Gold Cup 2019 - Semifinale                                                 | Weston McKennie 2 Christian Pulisic                                            | Cap: M.Bradley                                                             |
| 8-7-2019                                                                   | Chicago                                                                    | Messico                                                                    | 1 – 0                                                                      | Stati Uniti                                                                | Gold Cup 2019 - Finale                                                     | -                                                                              | Cap: W.McKennie                                                            |
| 7-9-2019                                                                   | East Rutherford                                                            | Stati Uniti                                                                | 0 – 3                                                                      | Messico                                                                    | Amichevole                                                                 | -                                                                              | Cap: Z.Steffen                                                             |
| 11-9-2019                                                                  | Saint Louis                                                                | Stati Uniti                                                                | 1 – 1                                                                      | Uruguay                                                                    | Amichevole                                                                 | Jordan Morris                                                                  | Cap: T.Ream                                                                |
| 12-10-2019                                                                 | Washington                                                                 | Stati Uniti                                                                | 7 – 0                                                                      | Cuba                                                                       | CONCACAF Nations League 2019-2020 - 1º turno                               | 3 Weston McKennie Jordan Morris autorete Josh Sargent Christian Pulisic (rig.) | Cap: C.Pulisic                                                             |
| 16-10-2019                                                                 | Toronto                                                                    | Canada                                                                     | 2 – 0                                                                      | Stati Uniti                                                                | CONCACAF Nations League 2019-2020 - 1º turno                               | -                                                                              | Cap: T.Ream                                                                |
| 16-11-2019                                                                 | Orlando                                                                    | Stati Uniti                                                                | 4 – 1                                                                      | Canada                                                                     | CONCACAF Nations League 2019-2020 - 1º turno                               | Jordan Morris 2 Gyasi Zardes Aaron Long                                        | Cap: T.Ream                                                                |
| 20-11-2019                                                                 | George Town                                                                | Cuba                                                                       | 0 – 4                                                                      | Stati Uniti                                                                | CONCACAF Nations League 2019-2020 - 1º turno                               | 2 Josh Sargent 2 Jordan Morris                                                 | Cap: T.Ream                                                                |
| 1-2-2020                                                                   | Carson                                                                     | Stati Uniti                                                                | 1 – 0                                                                      | Costa Rica                                                                 | Amichevole                                                                 | Ulysses Llanez (rig.)                                                          | Cap: A.Long                                                                |
| 12-11-2020                                                                 | Cardiff                                                                    | Galles                                                                     | 0 – 0                                                                      | Stati Uniti                                                                | Amichevole                                                                 | -                                                                              | Cap: Z.Steffen                                                             |
| 16-11-2020                                                                 | Wiener Neustadt                                                            | Stati Uniti                                                                | 6 – 2                                                                      | Panama                                                                     | Amichevole                                                                 | Giovanni Reyna 2 Nicholas Gioacchini 2 Sebastian Soto Sebastian Lletget        | Cap: T.Ream                                                                |
| 10-12-2020                                                                 | Fort Lauderdale                                                            | Stati Uniti                                                                | 6 – 0                                                                      | El Salvador                                                                | Amichevole                                                                 | Paul Arriola 2 Chris Mueller Sebastian Lletget Ayo Akinola Brenden Aaronson    | Cap: A.Long                                                                |
| 1-2-2021                                                                   | Orlando                                                                    | Stati Uniti                                                                | 7 – 0                                                                      | Trinidad e Tobago                                                          | Amichevole                                                                 | 2 Jonathan Lewis 2 Jesús Ferreira 2 Paul Arriola Miles Robinson                | Cap: A.Long                                                                |
| 25-3-2021                                                                  | Wiener Neustadt                                                            | Stati Uniti                                                                | 4 – 1                                                                      | Giamaica                                                                   | Amichevole                                                                 | Sergino Dest Brenden Aaronson 2 Sebastian Lletget                              | Cap: C.Pulisic                                                             |
| 28-3-2021                                                                  | Belfast                                                                    | Irlanda del Nord                                                           | 1 – 2                                                                      | Stati Uniti                                                                | Amichevole                                                                 | Giovanni Reyna Christian Pulisic (rig.)                                        | Cap: C.Pulisic                                                             |
| 30-5-2021                                                                  | San Gallo                                                                  | Svizzera                                                                   | 2 – 1                                                                      | Stati Uniti                                                                | Amichevole                                                                 | Sebastian Lletget                                                              | Cap: W.McKennie                                                            |
| 4-6-2021                                                                   | Commerce City                                                              | Honduras                                                                   | 0 – 1                                                                      | Stati Uniti                                                                | CONCACAF Nations League 2019-2020 - Semifinale                             | Jordan Siebatcheu                                                              | Cap: Z.Steffen                                                             |
| 7-6-2021                                                                   | Commerce City                                                              | Stati Uniti                                                                | 3 – 2 dts                                                                  | Messico                                                                    | CONCACAF Nations League 2019-2020 - Finale                                 | Giovanni Reyna Weston McKennie Christian Pulisic (rig.)                        | Cap: C.Pulisic                                                             |
| 10-6-2021                                                                  | Sandy                                                                      | Stati Uniti                                                                | 4 – 0                                                                      | Costa Rica                                                                 | Amichevole                                                                 | Brenden Aaronson Daryl Dike Reggie Cannon Giovanni Reyna (rig.)                | Cap: T.Adams                                                               |
| 12-7-2021                                                                  | Kansas City                                                                | Stati Uniti                                                                | 1 – 0                                                                      | Haiti                                                                      | Gold Cup 2021 - 1º turno                                                   | Sam Vines                                                                      | Cap: S.Lletget                                                             |
| 16-7-2021                                                                  | Kansas City                                                                | Martinica                                                                  | 1 – 6                                                                      | Stati Uniti                                                                | Gold Cup 2021 - 1º turno                                                   | 2 Daryl Dike autorete Miles Robinson Gyasi Zardes Nicholas Gioacchini          | Cap: W.Zimmerman                                                           |
| 18-7-2021                                                                  | Kansas City                                                                | Stati Uniti                                                                | 1 – 0                                                                      | Canada                                                                     | Gold Cup 2021 - 1º turno                                                   | Shaquell Moore                                                                 | Cap: W.Zimmerman                                                           |
| 26-7-2021                                                                  | Arlington                                                                  | Stati Uniti                                                                | 1 – 0                                                                      | Giamaica                                                                   | Gold Cup 2021 - Quarti di finale                                           | Matthew Hoppe                                                                  | Cap: P.Arriola                                                             |
| 30-7-2021                                                                  | Austin                                                                     | Qatar                                                                      | 0 – 1                                                                      | Stati Uniti                                                                | Gold Cup 2021 - Semifinale                                                 | Gyasi Zardes                                                                   | Cap: S.Lletget                                                             |
| 2-8-2021                                                                   | East Rutherford                                                            | Stati Uniti                                                                | 1 – 0 dts                                                                  | Messico                                                                    | Gold Cup 2021 - Finale                                                     | Miles Robinson                                                                 | Cap: P.Arriola 7º titolo nord-centro americano                             |
| 3-9-2021                                                                   | San Salvador                                                               | El Salvador                                                                | 0 – 0                                                                      | Stati Uniti                                                                | Qual. Mondiali 2022                                                        | -                                                                              | Cap: T.Adams                                                               |
| 6-9-2021                                                                   | Nashville                                                                  | Stati Uniti                                                                | 1 – 1                                                                      | Canada                                                                     | Qual. Mondiali 2022                                                        | Brenden Aaronson                                                               | Cap: C.Pulisic                                                             |
| 9-9-2021                                                                   | San Pedro Sula                                                             | Honduras                                                                   | 1 – 4                                                                      | Stati Uniti                                                                | Qual. Mondiali 2022                                                        | Antonee Robinson Ricardo Pepi Brenden Aaronson Sebastian Lletget               | Cap: C.Pulisic                                                             |
| 8-10-2021                                                                  | Austin                                                                     | Stati Uniti                                                                | 2 – 0                                                                      | Giamaica                                                                   | Qual. Mondiali 2022                                                        | 2 Ricardo Pepi                                                                 | Cap: T.Adams                                                               |
| 11-10-2021                                                                 | Panama                                                                     | Panama                                                                     | 1 – 0                                                                      | Stati Uniti                                                                | Qual. Mondiali 2022                                                        | -                                                                              | Cap: W.Zimmerman                                                           |
| 14-10-2021                                                                 | Columbus                                                                   | Stati Uniti                                                                | 2 – 1                                                                      | Costa Rica                                                                 | Qual. Mondiali 2022                                                        | Sergino Dest autorete                                                          | Cap: T.Adams                                                               |
| 13-11-2021                                                                 | Cincinnati                                                                 | Stati Uniti                                                                | 2 – 0                                                                      | Messico                                                                    | Qual. Mondiali 2022                                                        | Christian Pulisic Weston McKennie                                              | Cap: T.Adams                                                               |
| 16-11-2021                                                                 | Kingston                                                                   | Giamaica                                                                   | 1 – 1                                                                      | Stati Uniti                                                                | Qual. Mondiali 2022                                                        | Timothy Weah                                                                   | Cap: T.Adams                                                               |
| 19-12-2021                                                                 | Carson                                                                     | Stati Uniti                                                                | 1 – 0                                                                      | Bosnia ed Erzegovina                                                       | Amichevole                                                                 | Cole Bassett                                                                   | Cap: W.Zimmerman                                                           |
| 28-1-2022                                                                  | Columbus                                                                   | Stati Uniti                                                                | 1 – 0                                                                      | El Salvador                                                                | Qual. Mondiali 2022                                                        | Antonee Robinson                                                               | Cap: C.Pulisic                                                             |
| 30-1-2022                                                                  | Hamilton                                                                   | Canada                                                                     | 2 – 0                                                                      | Stati Uniti                                                                | Qual. Mondiali 2022                                                        | -                                                                              | Cap: T.Adams                                                               |
| 3-2-2022                                                                   | Saint Paul                                                                 | Stati Uniti                                                                | 3 – 0                                                                      | Honduras                                                                   | Qual. Mondiali 2022                                                        | Weston McKennie Walker Zimmerman Christian Pulisic                             | Cap: W.Zimmerman                                                           |
| 25-3-2022                                                                  | Città del Messico                                                          | Messico                                                                    | 0 – 0                                                                      | Stati Uniti                                                                | Qual. Mondiali 2022                                                        | -                                                                              | Cap: T.Adams                                                               |
| 28-3-2022                                                                  | Orlando                                                                    | Stati Uniti                                                                | 5 – 1                                                                      | Panama                                                                     | Qual. Mondiali 2022                                                        | 3 Christian Pulisic 2 (rig.) Paul Arriola Jesús Ferreira                       | Cap: C.Pulisic                                                             |
| 31-3-2022                                                                  | San José                                                                   | Costa Rica                                                                 | 2 – 0                                                                      | Stati Uniti                                                                | Qual. Mondiali 2022                                                        | -                                                                              | Cap: W.Zimmerman                                                           |
| 2-6-2022                                                                   | Cincinnati                                                                 | Stati Uniti                                                                | 3 – 0                                                                      | Marocco                                                                    | Amichevole                                                                 | Brenden Aaronson Timothy Weah Haji Wright (rig.)                               | Cap: C.Pulisic                                                             |
| 5-6-2022                                                                   | Kansas City                                                                | Stati Uniti                                                                | 0 – 0                                                                      | Uruguay                                                                    | Amichevole                                                                 | -                                                                              | Cap: C.Pulisic                                                             |
| 11-6-2022                                                                  | Austin                                                                     | Stati Uniti                                                                | 5 – 0                                                                      | Grenada                                                                    | CONCACAF Nations League 2022-2023 - 1º turno                               | 4 Jesús Ferreira Paul Arriola                                                  | Cap: W.McKennie                                                            |
| 15-6-2022                                                                  | San Salvador                                                               | El Salvador                                                                | 1 – 1                                                                      | Stati Uniti                                                                | CONCACAF Nations League 2022-2023 - 1º turno                               | Jordan Morris                                                                  | Cap: C.Pulisic                                                             |
| 23-9-2022                                                                  | Düsseldorf                                                                 | Giappone                                                                   | 2 – 0                                                                      | Stati Uniti                                                                | Amichevole                                                                 | -                                                                              | Cap: W.Zimmerman                                                           |
| 27-9-2022                                                                  | Riad                                                                       | Arabia Saudita                                                             | 0 – 0                                                                      | Stati Uniti                                                                | Amichevole                                                                 | -                                                                              | Cap: C.Pulisic                                                             |
| 21-11-2022                                                                 | Al Rayyan                                                                  | Stati Uniti                                                                | 1 – 1                                                                      | Galles                                                                     | Mondiali 2022 - 1º turno                                                   | Timothy Weah                                                                   | Cap: T.Adams                                                               |
| 25-11-2022                                                                 | Al Khor                                                                    | Inghilterra                                                                | 0 – 0                                                                      | Stati Uniti                                                                | Mondiali 2022 - 1º turno                                                   | -                                                                              | Cap: T.Adams                                                               |
| 29-11-2022                                                                 | Doha                                                                       | Iran                                                                       | 0 – 1                                                                      | Stati Uniti                                                                | Mondiali 2022 - 1º turno                                                   | Christian Pulisic                                                              | Cap: T.Adams                                                               |
| 3-12-2022                                                                  | Doha                                                                       | Paesi Bassi                                                                | 3 – 1                                                                      | Stati Uniti                                                                | Mondiali 2022 - Ottavi di finale                                           | Haji Wright                                                                    | Cap: T.Adams                                                               |
| 9-9-2023                                                                   | St. Louis                                                                  | Stati Uniti                                                                | 3 – 0                                                                      | Uzbekistan                                                                 | Amichevole                                                                 | Timothy Weah Ricardo Pepi Christian Pulisic (rig.)                             | Cap: T.Ream                                                                |
| 13-9-2023                                                                  | Saint Paul                                                                 | Stati Uniti                                                                | 4 – 0                                                                      | Oman                                                                       | Amichevole                                                                 | Folarin Balogun Brenden Aaronson Ricardo Pepi autorete                         | Cap: C.Pulisic                                                             |
| 14-10-2023                                                                 | East Hartford                                                              | Stati Uniti                                                                | 1 – 3                                                                      | Germania                                                                   | Amichevole                                                                 | Christian Pulisic                                                              | Cap: C.Pulisic                                                             |
| 18-10-2023                                                                 | Nashville                                                                  | Stati Uniti                                                                | 4 – 0                                                                      | Ghana                                                                      | Amichevole                                                                 | 2 Giovanni Reyna Christian Pulisic (rig.) Folarin Balogun                      | Cap: C.Pulisic                                                             |
| 17-11-2023                                                                 | Austin                                                                     | Stati Uniti                                                                | 3 – 0                                                                      | Trinidad e Tobago                                                          | CONCACAF Nations League 2023-2024 - Quarti di finale                       | Ricardo Pepi Antonee Robinson Giovanni Reyna                                   | Cap: T.Ream                                                                |
| 21-11-2023                                                                 | Port of Spain                                                              | Trinidad e Tobago                                                          | 2 – 1                                                                      | Stati Uniti                                                                | CONCACAF Nations League 2023-2024 - Quarti di finale                       | Antonee Robinson                                                               | Cap: T.Ream                                                                |
| 20-1-2024                                                                  | San Antonio                                                                | Stati Uniti                                                                | 0 – 1                                                                      | Slovenia                                                                   | Amichevole                                                                 | -                                                                              | Cap: M.Robinson                                                            |
| 22-3-2024                                                                  | Arlington                                                                  | Stati Uniti                                                                | 3 – 1 dts                                                                  | Giamaica                                                                   | CONCACAF Nations League 2023-2024 - Semifinale                             | autorete 2 Haji Wright                                                         | Cap: C.Pulisic                                                             |
| 24-3-2024                                                                  | Arlington                                                                  | Stati Uniti                                                                | 2 – 0                                                                      | Messico                                                                    | CONCACAF Nations League 2023-2024 - Finale                                 | Tyler Adams Giovanni Reyna                                                     | Cap: C.Pulisic                                                             |
| 8-6-2024                                                                   | Landover                                                                   | Stati Uniti                                                                | 1 – 5                                                                      | Colombia                                                                   | Amichevole                                                                 | Timothy Weah                                                                   | Cap: C.Pulisic                                                             |
| 12-6-2024                                                                  | Orlando                                                                    | Stati Uniti                                                                | 1 – 1                                                                      | Brasile                                                                    | Amichevole                                                                 | Christian Pulisic                                                              | Cap: C.Pulisic                                                             |
| 24-6-2024                                                                  | East Rutherford                                                            | Stati Uniti                                                                | 2 – 0                                                                      | Bolivia                                                                    | Coppa America 2024 - 1º turno                                              | Christian Pulisic Folarin Balogun                                              | Cap: C.Pulisic                                                             |
| 28-6-2024                                                                  | Atlanta                                                                    | Panama                                                                     | 2 – 1                                                                      | Stati Uniti                                                                | Coppa America 2024 - 1º turno                                              | Folarin Balogun                                                                | Cap: C.Pulisic                                                             |
| 2-7-2024                                                                   | Kansas City                                                                | Stati Uniti                                                                | 0 – 1                                                                      | Uruguay                                                                    | Coppa America 2024 - 1º turno                                              | -                                                                              | Cap: C.Pulisic                                                             |
| Totale                                                                     |                                                                            | Presenze                                                                   | 74                                                                         |                                                                            | Reti                                                                       | 144                                                                            |                                                                            |

## Palmarès

### Giocatore

#### Club
- Campionato MLS: 1

L.A. Galaxy: 2011
- MLS Supporters' Shield: 1

L.A. Galaxy: 2011

### Allenatore

#### Nazionale
- CONCACAF Nations League: 2

2019-2020, 2023-2024
- Gold Cup: 1

Stati Uniti 2021